# Up for a Bit with The Pastels
Up for a Bit with The Pastels è un album in studio dei Pastels del 1987.

## Accoglienza
Up for a Bit with The Pastels ottenne riscontri positivi e venne lodato da artisti come Jesus and Mary Chain, Primal Scream, Sonic Youth, Yo La Tengo e Kurt Cobain dei Nirvana. Nel 2003 venne inserito al trentasettesimo posto della classifica dei migliori album scozzesi stilata dallo Scotsman.
Secondo The Guardian, Up for a Bit with The Pastels fu fondamentale nel "dare fiducia alla scena di Glasgow (mostrando) che le band non dovevano trasferirsi a sud (del Regno Unito), ma potevano lasciare che l'industria discografica venisse loro incontro". Secondo il medesimo articolo, fu l'album grazie al quale i Belle and Sebastian, i Mogwai, i Franz Ferdinand e i Chvrches, tutte formazioni di Glasgow, poterono pubblicare i rispettivi debutti. Nonostante questi apprezzamenti, il Guardian ritiene che Up for a Bit with The Pastels non si sarebbe rivelato "epocale" come alcuni si aspettavano.

## Formazione
- Stephen McRobbie – chitarra, voce
- Brian Taylor (or Brian Superstar) – chitarra
- Martin Hayward – basso, voce
- Bernice Simpson – batteria
- Annabel Wright – voce, percussioni, tastiera
- John A. Rivers – tastiere

## Tracce
1. Ride – 2:24
2. Up for a Bit – 3:36
3. Crawl Babies – 2:45
4. Address Book – 4:02
5. I'm Alright with You – 3:22
6. Hitchin' a (Ride) – 2:02
7. Get 'Round Town – 2:17
8. Automatically Yours – 2:43
9. Baby Honey – 5:52
10. If I Could Tell You – 2:44